# Process Tagging
Process Tagging é a combinação de uma arquitetura de software orientada a serviços (SOA) com arquitetura de governança e controle de processos que permite uma real integração entre TI e negócios e obter uma nova perspectiva em gestão de pessoas, processos e informações.
Tal metodologia permite atingir novos padrões de excelência em gestão uma vez que ela mapea os processos de uma empresa (identificar a estrutura organizacional), modelá-lo conforme as suas necessidades (definir regras de negócio e fluxo de trabalho), e taggea-los (definir métricas de controle ativo de processos baseados em agendamento de atividades, fluxo de ocorrências e indicadores estatísticos).
Essa metodologia foi apresentada ao público pela primeira vez durante o Business Process Day 2007.

## Vantagens dessa metodologia
A metodologia de Process Tagging permite desenvolver e catalogar o knowledge base de regras e modelos de referências que podem ser associados a todos os componentes e serviços que suportam processos, de modo a maximizar a automação de fluxos e informações existentes que transitam em uma empresa.
- Unificação dos ambientes de TI, governança e informação.
- Aumento da capacidade analítica, maior eficiência operacional e otimização da estrutura de gestão.
- Estabelece um modelo de estrutura operacional onde processos e informações obedecem o perfil de cada usuário.